# Зейдейнде (Оверейсел)
Зейдейнде (нід. Zuideinde) — селище в нідерландській провінції Оверейсел. Входить до муніципалітету Кампен. Наразі у ньому нараховується близько 125 будинків.